# Onze-Lieve-Vrouw van de Rozenkranskerk (Treebeek)
De Onze-Lieve-Vrouw van de Rozenkranskerk of Rozenkranskerk is een rooms-katholiek kerkgebouw in Treebeek in de gemeente Brunssum in de Nederlandse provincie Limburg. De kerk staat aan de Komeetstraat en staat naast Pelgrimskerk die op de plek van de Immanuelkerk gebouwd is.
De kerk is gewijd aan Onze-Lieve-Vrouw van de Rozenkrans.

## Geschiedenis
In 1953 stichtte men in de nieuwe wijk De Hemellichamenbuurt een rectoraat, gelegen bij Staatsmijn Emma, en kwam er een noodkerk naar het ontwerp van Jan Drummen.
Op 29 november 1956 startte de bouw van een nieuwe kerk naar het ontwerp van Frits Peutz. Op 31 maart 1957 werd de eerste steen gelegd.
Op 22 december 1957 werd de kerk ingewijd en de consecratie vond plaats op 11 september 1960.
In 1966 werd het rectoraat een parochie.
Op 31 augustus 2010 is de kerk onttrokken aan de eredienst.

## Opbouw
De niet-georiënteerde kerk is een bakstenen zaalkerk en bestaat verder uit een narthex aan de voorzijde, een kleine zijbeuk en linksvoor een vlakopgaande, vierkante campanile met rechthoekige galmgaten. Het geheel wordt door platte daken gedekt en is voorzien van rechte ramen. Aan de voorzijde heeft de kerk drie houten deuren met daarvoor gebogen betonnen luifels. Aan de rechterzijde heeft de kerk steunberen. Aan de binnenzijde wordt de kerk gedekt door een gebogen plafond.
Enkele glasmozaïeken van de kerk zijn van de hand van kunstenaar Eugène Quanjel.